# Dario Đumić
Dario Đumić (* 30. Januar 1992 in Sarajevo, SR Bosnien und Herzegowina, SFR Jugoslawien) ist ein bosnisch-dänischer Fußballspieler. Er steht beim CD Eldense in der 2. spanischen Liga unter Vertrag.

## Karriere

### Vereine

#### Anfänge
Der in Dänemark aufgewachsene Đumić begann mit dem Fußballspielen in der Jugend von Himmelev-Veddelev BK. Über die Jugend von Hvidovre IF wechselte er 2008 in die Jugend des englischen Klubs Norwich City; dessen Profis waren zuvor aus der Football League Championship, der zweiten englischen Liga, abgestiegen. Nach einem Jahr stieg Đumić in den Profikader auf, der inzwischen wieder in die zweite Liga aufgestiegen war.

#### Brøndby IF
Nach einem halben Jahr ohne Einsatz kehrte er nach Dänemark zurück und war für die Jugend von Brøndby IF aktiv. 2011 wurde Đumić in den Kader der Reservemannschaft befördert. Ab Juli 2011 kam er auch zu Einsätzen für die Profis in der Superliga, der ersten dänischen Liga. Sein Profidebüt gab er am 23. Juli 2011 beim 1:0-Sieg am zweiten Spieltag der Saison 2011/12 im Auswärtsspiel gegen Silkeborg IF. Am 4. Dezember 2011 gelang Đumić beim 1:1 am 18. Spieltag im Auswärtsspiel gegen HB Køge mit dem Tor in der Nachspielzeit zum Endstand sein erstes Erstligator. Đumić kam in dieser Saison zu 14 Einsätzen und einem Tor und belegte mit der Mannschaft zum Saisonende den neunten Tabellenplatz. In der Saison 2012/13 kam er zu 21 Einsätzen und einem Tor. Im Pokal erreichte er mit Brøndby IF das Halbfinale und in der Liga wurde erneut der neunte Tabellenplatz belegt. Die Saison 2013/14 wurde der Innenverteidiger in 24 Partien (ein Tor) in der Liga und in einer Partie im Pokal eingesetzt. In der Liga qualifizierte sich Brøndby IF als Tabellenvierter für die dritte Qualifikationsrunde zur UEFA Europa League, in der man gegen den FC Brügge ausschied. Dabei war Đumić im Rückspiel zum Einsatz gekommen. In der Liga spielte er in 26 Partien und belegte mit Brøndby IF den dritten Tabellenplatz. Im Pokal kam er bis zum Ausscheiden im Viertelfinale zu zwei Einsätzen. Als Dritter der Abschlusstabelle nahm Brøndby IF in der Saison 2015/16 an der Qualifikation zur UEFA Europa League teil und schied in den Play-offs gegen PAOK Saloniki aus. Đumić war zu sechs von acht Einsätzen gekommen. In der Liga spielte er siebenmal und im Pokal einmal.

#### NEC Nijmegen in den Niederlanden
In der Winterpause der Saison 2015/16 wechselte er auf Leihbasis in die niederländische Eredivisie zu NEC Nijmegen. Am 22. Januar 2016 gab er beim 0:0 am 19. Spieltag im Auswärtsspiel gegen den FC Groningen sein Debüt für den Klub. Am 3. April 2016 erzielte Đumić beim 2:1-Sieg am 29. Spieltag im Spiel gegen Vitesse Arnheim mit dem Tor zum 2:0 in der 81. Minute sein erstes Tor für NEC Nijmegen. Er kam in allen Partien bis zum Saisonende zum Einsatz. Der NEC Nijmegen belegte den zehnten Tabellenplatz. Zur neuen Saison kehrte er zunächst zu Brøndby IF zurück, wurde aber kurze Zeit später von NEC Nijmegen fest verpflichtet. In der Saison 2016/17 kam er zu 34 Einsätzen und vier Toren im regulären Punktspielbetrieb und zu einem Einsatz im KNVB-Beker, in dem der Klub in der ersten Runde ausschied. Als Tabellensechzehnter qualifizierte sich der NEC Nijmegen für die Aufstiegs- und Abstiegs-Play-offs, in denen sie die Finalrunde erreichten und in die Eerste Divisie abstiegen. Đumić kam in allen vier Partien zum Einsatz.

#### FC Utrecht und Leihstationen in Deutschland
Im Sommer 2017 wechselte er zum FC Utrecht und unterschrieb einen bis 2019 laufenden Vertrag.
Ein Jahr später wechselte Đumić leihweise für die Saison 2018/19 nach Deutschland zum Zweitligisten Dynamo Dresden, der sich dazu noch eine Kaufoption sicherte, welche aber nach Saisonende nicht gezogen wurde. Am 1. Spieltag der 2. Bundesliga, dem 6. August 2018, machte er sein Debüt beim 1:0-Heimsieg gegen den MSV Duisburg. Sein Debüt im DFB-Pokal feierte am 18. August 2018 bei der 3:2-Auswärtsniederlage gegen den SV Rödinghausen. Sein Debüttor für Dresden schoss er in der 2. Bundesliga am 14. September 2018 bei dem 0:2-Auswärtssieg gegen den SSV Jahn Regensburg.
Ohne Rückkehr in die Niederlande verblieb der Verteidiger im Sommer 2019 in der zweiten Bundesliga und wechselte leihweise für die folgende Spielzeit zum SV Darmstadt 98. Sein Debüt für den Verein machte er am 28. Juli 2019 in der 2. Bundesliga beim 1:1-Auswärtsspiel gegen den Hamburger SV. Sein Debüttor für den Verein erzielte er am 15. Oktober 2019 in der 2. Bundesliga beim 3:3-Heimspiel gegen den 1. FC Nürnberg. In Darmstadt eroberte sich Dario Đumić einen Stammplatz, dennoch wurde er nicht fest verpflichtet. So folgte nach dem Auslaufen des Leihvertrages der Abgang. Für die Südhessen hat er 35 Spiele absolviert und konnte vier Tore schießen.

#### Über den FC Twente wieder nach Deutschland
Er kehrte im Sommer 2020 zunächst zum FC Utrecht zurück, doch im September 2020 wurde Đumić an den FC Twente Enschede verkauft. In der Saison 2020/21 war er ab dem 17. Spieltag Stammspieler und war dabei als Innenverteidiger fester Bestandteil der Defensive des Vereins aus Enschede an der deutschen Grenze. Zum Ende der Spielzeit belegte der FC Twente Enschede den zehnten Platz. In der Hinrunde der Saison 2021/22 fand sich Đumić hingegen häufiger auf der Ersatzbank wieder. Im Januar 2022 wechselte er wieder nach Deutschland zum SV Sandhausen. In der Kurpfalz erkämpfte sich Đumić einen Stammplatz als Innenverteidiger und spielte dabei in den meisten Partien, wo er zum Einsatz kam, durch. Der SV Sandhausen spielte gegen den Abstieg, belegte allerdings zum Saisonende den 14. Platz. In der Saison 2022/23 konnten die Sandhäuser den Gang in die 3. Liga allerdings nicht mehr vermeiden und belegten zum Ende der Spielzeit den letzten Tabellenplatz. Đumić war hierbei genau wie in der Rückrunde der vorangegangenen Saison Teil der Stammelf und kam in 29 der 34 Saisonspielen zum Einsatz.

#### Wechsel nach Spanien
Anfang August 2023 wechselte er nach Spanien zum Zweitligisten CD Eldense.

### Nationalmannschaft

#### Dänemark
Đumić spielte zwölfmal für die dänische U17, neunmal für die U18, zwölfmal für die U19 und viermal für die U20.

#### Bosnien-Herzegowina
Am 28. März 2017 gab er beim 2:1-Sieg im Testspiel in Elbasan gegen Albanien sein Debüt für die bosnisch-herzegowinische A-Nationalmannschaft. Am 7. Oktober 2017 machte er bei der 3:4-Niederlage bei der WM-Qualifikation gegen die Belgische Fußballnationalmannschaft seinen Debüttreffer.